# دختر وزیر
دختر وزیر (به تامیلی: Manthiri Kumari) فیلمی محصول سال ۱۹۵۰ و به کارگردانی نیتین کاکار است. در این فیلم بازیگرانی همچون ماروتور راماچاندران، ام.ان. نامبیار، اس.ای. ناتاراجان و مادوری دوی ایفای نقش کرده‌اند.